# 1308

## Události
- 25. leden – Eduard II. se oženil s Isabelou Francouzskou. O měsíc později (25. února) byli oba korunováni.
- 14. srpen – Fridrich Habsburský, řečený Sličný podepisuje ve Znojmě mírovou smlouvu, jíž se vzdává na věčné časy práv k české koruně a jako odškodné mu Jindřich Korutanský v průběhu dvou let vyplatí 45 000 hřiven pražských
- inkvizitor z Carcassonne pozatýkal v Montaillou krom dětí veškeré obyvatele
- založena univerzita v Perugii (Università degli Studi di Perugia)

### Probíhající události
- 1307–1310 – Válka dvou královen

## Narození
- ? – Jiří II. Trojdenovič, kníže mazovský († 7. dubna 1340)
- ? – Štěpán Dušan, srbský král († 20. prosince 1355)
- ? – Mastino II. della Scala, pán Verony († 1351)
- ? – Gaston II. z Foix, hrabě z Foix († 1343)
- ? – Johana III. Burgundská, burgundská hraběnka († 1347)
- ? – Princ Morinaga, syn japonského císaře Go-Daiga († 12. srpna 1335)

## Úmrtí
- 31. ledna – Azzo VIII. z Este, markýz z Ferrary
- 1. února – Heřman III. Braniborský, markrabě braniborský a hrabě z Coburgu (* asi 1273)
- 16. dubna – Vilém I. z Bergu, hrabě z Bergu (* cca 1242)
- 1. května – Albrecht I. Habsburský, římský král (* 1255)
- 22. května –Amadeus II. ze Ženevy, ženevský hrabě
- 4. září – Markéta Burgundská, královna sicilská, neapolská a titulární královna jeruzalémská jako manželka Karla I. z Anjou (* 1250)
- 6. října – Corso Donati, vůdce guelfů ve Florencii (* ?)
- 8. listopadu – Jan Duns Scotus, teolog a filozof (*asi 1266)
- 21. prosince – Jindřich I. Hesenský, lankrabě hesenský (* 1244)
- Trần Nhân Tông, vietnamský císař (* 1258)
- Konstantin III. Arménský, arménský král (* 1278)

## Hlava státu
Jižní Evropa
- Iberský poloostrov
  - Portugalské království – Alfons IV. Portugalský
  - Kastilské království – Ferdinand IV. Pozvaný
  - Aragonské království – Jakub II. Spravedlivý
- Itálie
  - Papež – Klement V.
  - La serenissima – Pietro Gradenigo

Západní Evropa
- Francouzské království – Filip IV. Sličný
- Anglické království – Eduard II.

Severní Evropa
- Norské království – Haakon V. Magnusson
- Švédské království – Birger Magnusson
- Dánské království – Erik VI. Menved

Střední Evropa
- Svatá říše římská – Albrecht I. Habsburský – Jindřich VII. Lucemburský
  - České království – Jindřich Korutanský
  - Hrabství henegavské – Vilém I. Henegavský
- Polské knížectví – Vladislav I. Lokýtek
- Uhry – Karel I. Robert
- Uherské království – Ota III. Dolnobavorský – Karel I. Robert

Východní Evropa
- Litevské velkoknížectví – Vytenis
- Moskevská Rus – Jurij III. Daniilovič
- Bulharsko – Teodor Svetoslav
- Byzantská říše – Andronikos II. Palaiologos

Blízký východ a severní Afrika
- Osmanská říše – Osman I.
- Kyperské království – Amaury z Tyru